# Территория Флорида
Территория Флорида (англ. Territory of Florida) — инкорпорированная организованная территория США, существовавшая с 30 марта 1822 года по 3 марта 1845 года.
Изначально эти земли были частью более обширной испанской колонии Флорида. Потерпев поражение в Семилетней войне, Франция в 1762 году по секретному договору уступило Луизиану Испании. В 1763 году по официальному мирному договору Франция уступила территории Луизианы восточнее реки Миссисипи Великобритании, а Испания в обмен на захваченную Великобританией во время войны Гавану отдала Великобритании Флориду, не став также претендовать на восточную Луизиану. Британия посчитала, что новоприобретённая территория является слишком большой для эффективного управления, и разделила её по реке Апалачикола на две колонии: Восточную Флориду и Западную Флориду.
В 1795 году по договору в Сан-Лоренцо северной границей обеих Флорид была признана 31-я параллель. Когда в 1803 году Соединённые Штаты купили Луизиану, то предъявили претензии на земли Западной Флориды между реками Миссисипи и Пердидо, но испанцы отказались признать правомерность этих притязаний. В 1810 году в Западной Флориде восстали переселенцы из США, провозгласив независимую республику; она была аннексирована Соединёнными Штатами, а её земли вошли в состав Орлеанской территории. В 1812 году во время англо-американской войны американцы оккупировали и аннексировали земли Западной Флориды между реками Перл и Пердидо, включив их в состав Территории Миссисипи. В 1819 году между США и Испанией был подписан договор Адамса — Ониса, окончательно зафиксировавший отказ Испании от обеих Флорид в пользу США. 30 марта 1822 года Восточная Флорида и та часть Западной Флориды, что ещё оставалась под испанским контролем на момент подписания договора, были объединены в Территорию Флорида.
Административным центром Восточной Флориды был Сент-Огастин, а Западной Флориды — Пенсакола, но в качестве столицы нового административного образования был избран находящийся на полпути между ними Таллахасси. Во Флориде начало развиваться сельское хозяйство по тем же принципам, что и на других землях юга США, однако проблемой стали индейцы-семинолы, дающие приют беглым рабам. Поселенцы начали давить на федеральное правительство, требуя выселения индейцев на запад. 28 мая 1830 года Конгресс США принял Закон о переселении индейцев, а 9 мая 1832 года в Пэйнс-Лэндинг на реке Оклаваха был подписан договор между Соединёнными Штатами и вождями ряда семинольских племён, в соответствии с которым семинолы должны были в течение трёх лет переселиться на западный берег реки Миссисипи. Однако часть семинолов отказалась признавать это соглашение, следствием чего стала начавшаяся в 1835 году Вторая Семинольская война, продлившаяся до 1842 года.
3 марта 1845 года Флорида вошла в состав США в качестве 27-го штата.